# Ángel José Sarrapio
Ángel José Sarrapio Borbolla (Arenas de Cabrales, Asturias, 21 de febrero de 1959) es un exciclista español, profesional entre 1984 y 1992, cuyos mayores éxitos deportivos los obtuvo en 1985 cuando se hizo con una victoria de etapa en la Vuelta a España y en 1986 cuando logró otra victoria de etapa en el Tour de Francia.
Criado en Gijón y posteriormente residente en Cantabria, se retiró del ciclismo profesional tras la desaparición a mitad de temporada del equipo Wigarma en el año 1992.

## Palmarés
1985
- 1 etapa de la Vuelta a España
- Vuelta a los Valles Mineros, más 1 etapa
- 1 etapa del Trofeo Joaquim Agostinho

1986
- 1 etapa del Tour de Francia

1987
- 1 etapa del Trofeo Joaquim Agostinho

1988
- 1 etapa de la etapa Vuelta a Aragón

## Resultados en las Grandes Vueltas y Campeonatos del Mundo
| Carrera         | 1984 | 1985 | 1986 | 1987 | 1988 | 1989 | 1990  | 1991 | 1992 |
| --------------- | ---- | ---- | ---- | ---- | ---- | ---- | ----- | ---- | ---- |
| Giro de Italia  | -    | -    | -    | -    | -    | -    | -     | -    | -    |
| Tour de Francia | -    | -    | Ab.  | -    | -    | -    | 135.º | -    | -    |
| Vuelta a España | -    | 62.º | 99.º | Ab.  | Ab.  | -    | 94.º  | Ab.  | Ab.  |
| Mundial en Ruta | -    | -    | -    | -    | -    | -    | -     | -    | -    |

-: no participa

Ab.: abandono

## Equipos
- Teka (1984-1989)
- Kelme-Ibexpress (1990)
- Wigarma (1991-1992)